# هوب دوین
هوب دوین (هلندی: Huub Duyn؛ زادهٔ ۱ سپتامبر ۱۹۸۴) دوچرخه‌سوار اهل هلند است.
از باشگاه‌هایی که در آن رکاب زده‌است می‌توان به تیم دوچرخه‌سواری رومپوت–ندرلانسه لوتری و دلتا سایکلینگ روتردام اشاره کرد.